# Moara Ciornei
Moara Ciornei – wieś w Rumunii, w okręgu Jassy, w gminie Țibana. W 2011 roku liczyła 124 mieszkańców.